# Stenomys omichlodes
Il ratto montano della Nuova Guinea di Arianus (Stenomys omichlodes  Misonne, 1979) è un roditore della famiglia dei Muridi endemico della Nuova Guinea.

## Descrizione
Roditore di piccole dimensioni, con la lunghezza della testa e del corpo tra 128 e 139 mm, la lunghezza della coda tra 95,8 e 101 mm, la lunghezza del piede tra 28,2 e 28,8 mm, la lunghezza delle orecchie tra 19 e 20,7 mm e un peso fino a 78 g.

Il corpo è tozzo. Il colore generale della pelliccia è bruno-grigiastro. Le orecchie sono larghe e ricoperte finemente di peli. I piedi sono grigio scuro. La coda è più corta della testa e del corpo ed è uniformemente grigio scura.

## Etimologia
Il nome comune di questa specie è dedicato al giovane Arianus Murip, di 13 anni, che morì di stenti durante la spedizione di Tim Flannery sul Monte Carstenz.

## Biologia

### Comportamento
È una specie terricola.

## Distribuzione e habitat
Questa specie è stata catturata soltanto in due località nella parte occidentale della cordigliera centrale della Nuova Guinea.
Vive in boscaglie alpine, paludi poco profonde e brughiere alpine umide tra 2.950 e 3.950 metri di altitudine.

## Conservazione
La IUCN Red List, considerato che non ci sono informazioni recenti sull'estensione dell'areale e sulle eventuali minacce, classifica S.omichlodes come specie a rischio minimo (Least Concern).